# Exhorder
Exhorder ist eine US-amerikanische Metal-Band aus New Orleans, Louisiana. Exhorder gelten als Mitbegründer des Groove-orientierten Thrash Metal, einem Stil, der in den 1990er Jahren durch Bands wie Pantera oder Machine Head bekannt wurde.

## Geschichte
Exhorder gründeten sich 1985. Ein Jahr später wird das Demo Get Rude aufgenommen und Exhorder werden von Mean Machine unter Vertrag genommen. Zwei Jahre später entern Exhorder das Studio, um ihr Debütalbum aufzunehmen. Allerdings muss Mean Machine Konkurs anmelden, so dass Teile der Aufnahmen als Demo veröffentlicht werden. Schließlich nehmen Roadrunner Records die Band unter Vertrag und das Debütalbum Slaughter in the Vatican wird 1990 veröffentlicht. Der knallharte, aggressive Thrash der Band findet viele Freunde. Das Cover, auf dem der Papst zum Galgen geschleift wird, sorgt für Proteste aus verschiedenen Ecken. Nach einer Europatournee steigt Bassist Andy Villafarra aus. Er wird durch Frank Sparcella ersetzt. 
Das zweite Album The Law erscheint 1992 und avanciert zu einem Meilenstein des Thrash Metals. Spätestens auf diesem Album wird deutlich, dass der neue Sound von Pantera (ab Cowboys from Hell) deutlich von Exhorder inspiriert ist. Exhorder touren mit Entombed durch Nordamerika. Dabei werden sie vom Manager der Schweden finanziell betrogen. Daraufhin brechen Exhorder die Tour ab und reisen lieber ein zweites Mal durch Europa. Sie werden kaum von Roadrunner unterstützt, so dass sich Exhorder frustriert auflösen. 
Thomas steigt beinahe bei Corrosion of Conformity ein, entschließt sich aber dann dazu, seine eigene Band Penalty ins Leben zu rufen. Penalty müssen sich aus rechtlichen Gründen in Floodgate umbenennen. 1996 erscheint das Floodgate-Debüt Penalty, mit dem die Band zusammen mit Sepultura durch Europa tourt. Ferner sprang Thomas kurzzeitig als Sänger der Band Trouble und Alabama Thunderpussy ein und ist auf dem Album Roadrunner United zu hören. Jay Ceravolo war noch in der Band Fall From Grace aktiv. Von den anderen Musikern sind keine weiteren Projekte bekannt. 
Exhorder sind seit dem Frühjahr 2008 wieder aktiv.

## Diskografie
Alben
- 1990: Slaughter in the Vatican
- 1992: The Law
- 2019: Mourn the Southern Skies
- 2024: Defectum Omnium

Demos
- 1986: Get Rude
- 1988: Slaughter in the Vatican